# 特大新闻

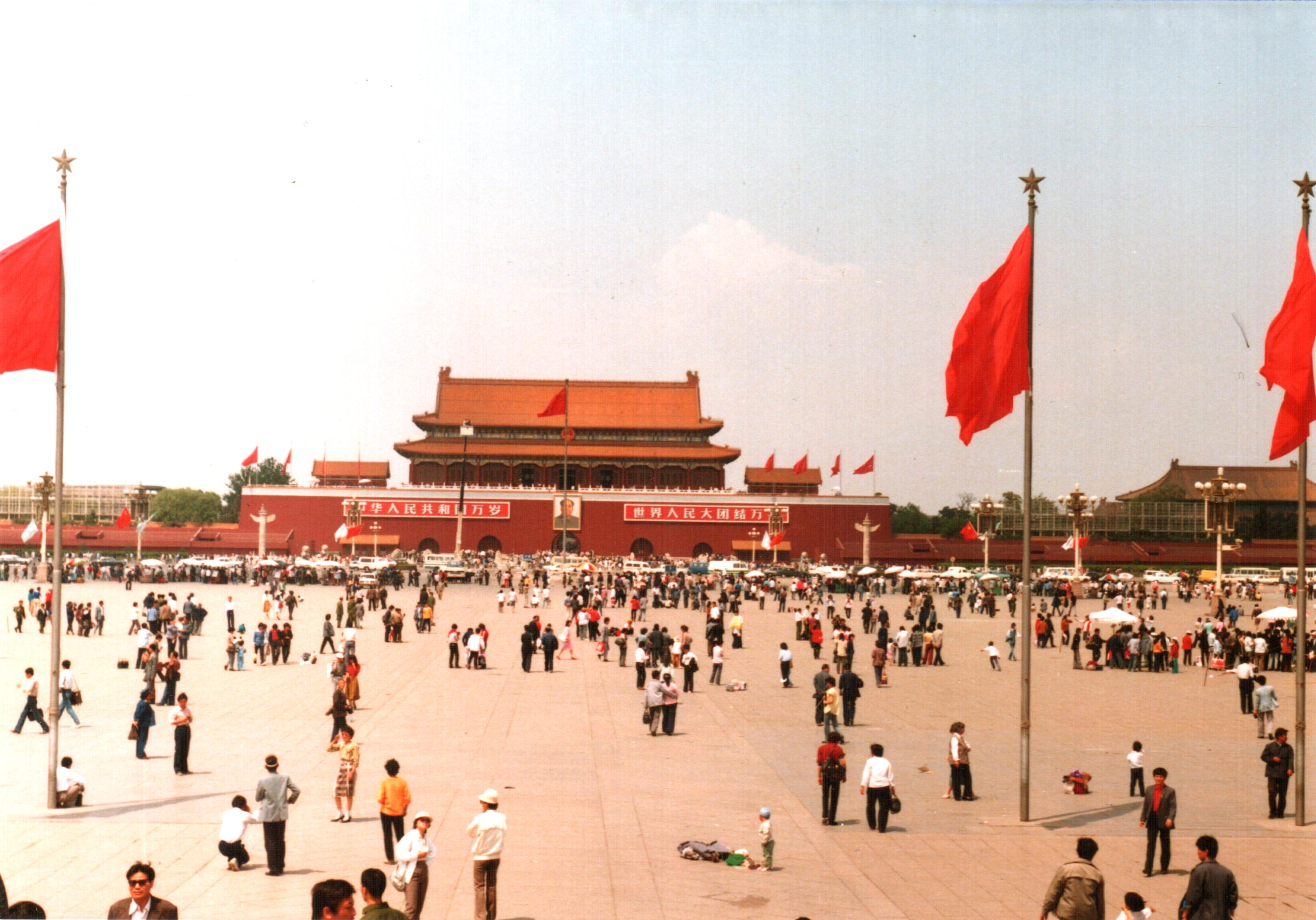
此相声的创作背景：1988年的天安门广场

《特大新闻》是姜昆和梁左创作的一部相声作品，以1985年视听高考时一个要求撰写公文格式文章的题目为创作灵感。该相声最早由姜昆和唐杰忠在1988年12月31日中央电视台“难忘1988”元旦晚会上演出。
作品讲了一个“天安门广场要改农贸市场”的小道消息。因此在演出结束不久，在一些主流媒体受到了“这简直是给我们伟大祖国的首都抹黑！”一类指责。实际上，该相声首演前，天安门广场就存在绿化工作很差的问题，广场周围的小气候十分恶劣，历史博物馆更一度举办新潮家具展销会。
然而1989年的六四事件前后，天安门广场上的混乱场面，几乎“验证”了这部作品。《特大新闻》和不久前的《冬天里的一把火》一起被视为带有预言性质的作品，被视为“谶语”。之后梁左在1992年在《中国文化报》表示“国际大气候，国内小气候，一段相声何足道哉！”，声明这段相声与后来中国发生的任何事情没有任何关系。同年，李瑞环表示该相声的播出属于“打擦边球”。
1993年4月，新华社和《人民日报》都报道了召开姜昆梁左作品研讨会的消息，与会者一致肯定了《特大新闻》的艺术价值，认为这是一段反映商品经济大潮冲击下描写社会心态的成功作品。对这段相声的议论才偃旗息鼓。
此外，《特大新闻》中改编裴多菲《自由与爱情》诗句的片段也是加拿大“洋笑星”大山认识相声艺术并决定拜师姜昆的动机。